# アイヒマンの後継者 ミルグラム博士の恐るべき告発
『アイヒマンの後継者 ミルグラム博士の恐るべき告発』（アイヒマンのこうけいしゃ ミルグラムはかせのおそるべきこくはつ、Experimenter）は、2015年にアメリカ合衆国で製作されたドラマ映画である。監督はマイケル・アルメレイダ、主演はピーター・サースガードが務めた。

## 概略
1961年、イェール大学で社会心理学を研究していたスタンレー・ミルグラムはなぜホロコーストが発生したのかを調べるために実験を行った。これが世にいう「ミルグラム実験」（アイヒマン実験）である。この実験の結果は世界に衝撃を与える一方、実験が非倫理的であることを理由にしたミルグラムへの批判も相次いだ。本作はそのミルグラム実験がどのようなものであったのかを克明に描き出す。

## キャスト
※括弧内は日本語吹替
- ピーター・サースガード - スタンレー・ミルグラム（木下浩之）
- ウィノナ・ライダー ― アレクサンドラ・”サーシャ”・ミルグラム（榊原奈緒子）
- エドアルド・バレリーニ - ポール・ホランダー
- ジム・ガフィガン - ジェームズ・マクドナー（加藤清司）
- アンソニー・エドワーズ - ミラー
- ジョン・パラディーノ - ジョン・ウィリアムズ
- ネッド・アイゼンバーグ - ソロモン・アッシュ
- ロリ・シンガー - フローレンス・アッシュ
- タリン・マニング - ミセス・ロウ
- アントン・イェルチン - レンサラー（野川雅史）
- ジョン・レグイザモ - テイラー（さかき孝輔）
- ケラン・ラッツ - ウィリアム・シャトナー
- デニス・ヘイスバート - オジー・デイヴィス
- エミリー・トレメイン - シーラ・ジャルコ
- ドニー・ケシュウォーズ - ブルーノ
- フランク・ハーツ - ワシントン
- パスカル・イェン=フィスター - セルジュ・モスコヴィッシ
- ルーシー・ファヴァ - ミシェル・ミルグラム
- ハーレイ・ウェア - アラン・エルムズ（綾瀬貴尋）

## 製作
アルメレイダはミルグラム実験について知ってはいたが、自分の恋人が社会心理学でミルグラム実験について学習するまで本格的に調べようとはしなかった。彼女の話を聞いて、アルメレイダはミルグラムの『服従の心理』を読み始めた。アルメレイダはその読書体験に関して「本を開くとすぐに、この場面をどう映像化しようかなどと考えていた。読み進めば読み進むほど、この実験を映画化してみたくなった。」と語っている。本作を撮影しているとき、アルメレイダはスタンレー・ミルグラム本人ならこう撮影しただろうなと思いながら、なるべく自然な仕上がりになるよう心掛けたという。アルメレイダはロッド・サーリングやアルフレッド・ヒッチコックを踏まえて、本作の主役であるミルグラムに第四の壁を破らせて、カメラを通して観客に語り掛けさせることにした。
2014年5月13日、ピーター・サースガードとウィノナ・ライダーが本作に出演すると報じられた。同年6月30日、ケラン・ラッツ、アンソニー・エドワーズ、エドアルド・バレリーニの3人が本作に出演することが決まった。
本作の主要撮影は2014年6月5日にニューヨーク市で始まった。

## 公開
2015年1月25日、本作はサンダンス映画祭でプレミアを迎えた。同年3月26日、マグノリア・ピクチャーズは本作の配給権を獲得した。10月16日、本作の北米での限定公開とビデオ・オン・デマンドを通した配信が始まった。

## 評価
本作は批評家から高く評価されている。映画批評集積サイトのRotten Tomatoesには48件のレビューがあり、批評家支持率は90%、平均点は10点満点で7.3点となっている。サイト側による批評家の意見の要約は「ピーター・サースガードの人の心をつかむ演技によって、『エクスペリメンター』はミルグラム実験という題材を通して、人間の本性についての問いを提示し、観客を考え込ませている。」となっている。また、Metacriticには20件のレビューがあり、加重平均値は81/100となっている。